# Voghjaberd
Voghjaberd là một đô thị thuộc tỉnh Kotayk, Armenia. Dân số ước tính năm 2011 là 1039 người.